# Plongeon aux championnats du monde de natation 2011
Navigation
Rome 2009 Barcelone 2013
Dix épreuves de plongeon sont disputées dans le cadre des Championnats du monde de natation 2011 organisés à Shanghai (Chine). Elles se déroulent 16 au 24 juillet 2011 .

## Tableau des médailles
| Rang  | Nation     | Or | Argent | Bronze | Total |
| ----- | ---------- | -- | ------ | ------ | ----- |
| 1     | Chine      | 10 | 4      | 0      | 14    |
| 2     | Russie     | 0  | 2      | 1      | 3     |
| 3     | Allemagne  | 0  | 1      | 3      | 4     |
| 4     | Australie  | 0  | 1      | 1      | 2     |
| 4     | Canada     | 0  | 1      | 1      | 2     |
| 5     | États-Unis | 0  | 1      | 0      | 1     |
| 6     | Mexique    | 0  | 0      | 2      | 2     |
| 7     | Italie     | 0  | 0      | 1      | 1     |
| 7     | Ukraine    | 0  | 0      | 1      | 1     |
| Total | Total      | 10 | 10     | 10     | 30    |

## Délégations
39 délégations sont représentées dans les épreuves de plongeon des Championnats du monde 2011. L'équipe la plus imposante est la formation chinoise, composée de 14 plongeurs ou plongeuses. En tout, 224 plongeurs participent aux dix épreuves organisées.
| - Allemagne - Arménie - Australie - Autriche - Azerbaïdjan - Biélorussie - Brésil - Canada | - Chine - Taipei chinois - Colombie - Corée du Nord - Cuba - Espagne - États-Unis - Finlande | - France - Géorgie - Grèce - Hong Kong - Hongrie - Indonésie - Italie - Japon | - Koweït - Lituanie - Macao - Malaisie - Mexique - Pays-Bas - Pologne - Norvège | - Roumanie - Royaume-Uni - Russie - Serbie - Suède - Ukraine - Venezuela |

## Résultats détaillés

### Épreuves individuelles

#### Plongeon individuel à1m
Trente-neuf plongeurs sont inscrits à cette épreuve. Évalués par deux panels de sept juges, douze plongeurs sont qualifiés pour la finale qui a lieu aux troisièmes jours des championnats, le 18 juillet 2009. En finale, le Chinois Li Shixin réalise les cinq meilleurs plongeons sur les six que comporte la finale, seul son troisième plongeon ne se place qu'en sixième position parmi les douze finalistes. Il remporte ainsi la médaille d’or avec 463,90 points, très loin devant son compatriote He Min qui obtient la médaille d’argent avec 444 points et l’Allemand Pavlo Rozenberg qui obtient le bronze avec 436,50 points.
| Rang               | Plongeur            | Pays       | Points |
| ------------------ | ------------------- | ---------- | ------ |
| Médaille d'or      | Li Shixin           | Chine      | 463.90 |
| Médaille d'argent  | He Min              | Chine      | 444.00 |
| Médaille de bronze | Pavlo Rozenberg     | Allemagne  | 436.50 |
| 4                  | Chris Colwill       | États-Unis | 427.15 |
| 5                  | Javier Illana       | Espagne    | 402.40 |
| 6                  | Reuben Ross         | Canada     | 401.40 |
| 7                  | Ievgueni Kouznetsov | Russie     | 388.10 |
| 8                  | Andrzej Rzeszutek   | Pologne    | 368.95 |
| 9                  | Aaron Fleshner      | États-Unis | 364.60 |
| 10                 | Amund Gismervik     | Norvège    | 346.65 |
| 11                 | Daniel Islas        | Mexique    | 307.35 |
| 12                 | Alexander Andresen  | Suède      | 282.15 |

| Rang               | Plongeuse                | Pays       | Points |
| ------------------ | ------------------------ | ---------- | ------ |
| Médaille d'or      | Shi Tingmao              | Chine      | 318.65 |
| Médaille d'argent  | Wang Han                 | Chine      | 310.20 |
| Médaille de bronze | Tania Cagnotto           | Italie     | 295.45 |
| 4                  | Maria Elisabetta Marconi | Italie     | 290.15 |
| 5                  | Nadezda Bazhina          | Russie     | 286.20 |
| 6                  | Abby Johnston            | États-Unis | 282.85 |
| 7                  | Sharleen Stratton        | Australie  | 281.65 |
| 8                  | Anna Lindberg            | Suède      | 279.55 |
| 9                  | Kelci Bryant             | États-Unis | 274.25 |
| 10                 | Olena Fedorova           | Ukraine    | 274.15 |
| 11                 | Brittany Broben          | Australie  | 267.20 |
| 12                 | Anastasia Pozdniakova    | Russie     | 251.70 |

#### Plongeon individuel à3m
| Rang               | Plongeur            | Pays        | Points |
| ------------------ | ------------------- | ----------- | ------ |
| Médaille d'or      | He Chong            | Chine       | 554.30 |
| Médaille d'argent  | Ilia Zakharov       | Russie      | 508.95 |
| Médaille de bronze | Ievgueni Kouznetsov | Russie      | 493.55 |
| 4                  | Qin Kai             | Chine       | 481.90 |
| 5                  | Troy Dumais         | États-Unis  | 479.95 |
| 6                  | Yahel Castillo      | Mexique     | 464.10 |
| 7                  | Matthieu Rosset     | France      | 455.45 |
| 8                  | Jack Laugher        | Royaume-Uni | 453.50 |
| 9                  | Javier Illana       | Espagne     | 429.00 |
| 10                 | Julian Sanchez      | Mexique     | 408.60 |
| 11                 | Bryan Nickson       | Malaisie    | 404.90 |
| 12                 | Oleksiy Pryhorov    | Ukraine     | 399.30 |

| Rang               | Plongeur          | Pays       | Points |
| ------------------ | ----------------- | ---------- | ------ |
| Médaille d'or      | Wu Minxia         | Chine      | 380.85 |
| Médaille d'argent  | He Zi             | Chine      | 379.15 |
| Médaille de bronze | Jennifer Abel     | Canada     | 365.10 |
| 4                  | Christina Loukas  | États-Unis | 350.10 |
| 5                  | Sharleen Stratton | Australie  | 330.75 |
| 6                  | Laura Sánchez     | Mexique    | 329.70 |
| 7                  | Kelci Bryant      | États-Unis | 322.95 |
| 8                  | Anna Pysmenska    | Ukraine    | 317.25 |
| 9                  | Tania Cagnotto    | Italie     | 313.45 |
| 10                 | Nadezda Bazhina   | Russie     | 305.60 |
| 11                 | Uschi Freitag     | Allemagne  | 288.10 |
| 12                 | Émilie Heymans    | Canada     | 270.00 |

#### Plongeon individuel à10m
| Rang               | Plongeur           | Pays        | Points |
| ------------------ | ------------------ | ----------- | ------ |
| Médaille d'or      | Qiu Bo             | Chine       | 584.45 |
| Médaille d'argent  | David Boudia       | États-Unis  | 544.25 |
| Médaille de bronze | Sascha Klein       | Allemagne   | 534.50 |
| 4                  | Victor Minibaev    | Russie      | 527.50 |
| 5                  | Tom Daley          | Royaume-Uni | 505.10 |
| 6                  | Nick McCrory       | États-Unis  | 501.65 |
| 7                  | Ivan Garcia        | Mexique     | 493.15 |
| 8                  | Oleksandr Bondar   | Ukraine     | 457.35 |
| 9                  | Riley McCormick    | Canada      | 444.50 |
| 10                 | Zhou Lüxin         | Chine       | 441.00 |
| 11                 | Peter Waterfield   | Royaume-Uni | 416.55 |
| 12                 | Kostyantyn Milyaev | Ukraine     | 407.50 |

| Rang               | Plongeuse             | Pays        | Points |
| ------------------ | --------------------- | ----------- | ------ |
| Médaille d'or      | Chen Ruolin           | Chine       | 405.30 |
| Médaille d'argent  | Hu Yadan              | Chine       | 394.00 |
| Médaille de bronze | Paola Espinosa        | Mexique     | 377.15 |
| 4                  | Meaghan Benfeito      | Canada      | 375.50 |
| 5                  | Pandelela Rinong Pamg | Malaisie    | 355.85 |
| 6                  | Yulia Prokopchuk      | Ukraine     | 340.15 |
| 7                  | Alexandra Croak       | Australie   | 337.75 |
| 8                  | Roseline Filion       | Canada      | 333.00 |
| 9                  | Tonia Couch           | Royaume-Uni | 315.05 |
| 10                 | Brittany Viola        | États-Unis  | 308.05 |
| 11                 | Yulia Koltunova       | Russie      | 293.90 |
| 12                 | Nora Subschinski      | Allemagne   | 286.30 |

### Épreuves synchronisées

#### Plongeon synchronisé à3m
L'épreuve de plongeon synchronisé sur tremplin de 3 m femmes est la première épreuve des  championnats à être disputée, commencée même trois heures avant la cérémonie d'ouverture. Les trois meilleurs temps permettent aux lauréats de se qualifier pour les prochains Jeux olympiques de Londres. Dix-huit duos de plongeuses participent aux séries éliminatoires. Évalués par deux jurys de neuf personnes évaluant l'exécution et la synchronisation du saut, douze équipes sont qualifiées pour la finale qui a lieu le jour même, le 16 juillet 2011.
Les chinoises sont des habituées de la première place dans cette discipline. Les seules fois où la Chine n'a pas été sur le podium remontent à 1998, aux championnats du monde de Perth où la première place avait été remportée par les russes Irina Lashko et Yulia Pakhalina, et en 2000, lors des Jeux olympiques de Sydney, où elle avait été remportée par Vera Ilyina et Yulia Pakhalina. En 2011, ce sont les chinoises Wu Minxia et sa jeune compatriote He Zi qui remportent la médaille d'or, la cinquième de sa carrière pour Wu Minxia et la première, dans cette épreuve, pour He Zi.
L'équipe canadienne composée de Émilie Heymans et de Jennifer Abel remporte la médaille d'argent, très loin derrière les chinoises puisque 42,90 points séparent les deux premières places. L'équipe australienne, Anabelle Smith et  Sharleen Stratton, remporte le bronze, à seulement 6,6 points derrière les canadiennes. L'équipe russe, médaillée d'argent lors des championnats 2009 termine seulement à la huitième place, en raison principalement de la défection de Yulia Pakhalina qui a cessé la compétition pour raison de maternité. 24 points seulement séparent la troisième de la huitième place.
| Rang               | Plongeurs              | Plongeurs               | Nationalité | Points |
| ------------------ | ---------------------- | ----------------------- | ----------- | ------ |
| Médaille d'or      | Qin Kai                | Luo Yutong              | Chine       | 463.98 |
| Médaille d'argent  | Ilia Zakharov          | Ievgueni Kouznetsov     | Russie      | 451.89 |
| Médaille de bronze | Yahel Castillo         | Julian Sanchez          | Mexique     | 437.61 |
| 4                  | Kristian Ipsen         | Troy Dumais             | États-Unis  | 429.06 |
| 5                  | Patrick Hausding       | Stephan Feck            | Allemagne   | 414.39 |
| 6                  | Oleksiy Pryhorov       | Oleksandr Horshkovozov  | Ukraine     | 412.20 |
| 7                  | Christopher Mears      | Nicholas Robinson Baker | Royaume-Uni | 403.68 |
| 8                  | Matthieu Rosset        | Damien Cely             | France      | 402.36 |
| 9                  | Sho Sakai              | Yu Okamoto              | Japon       | 395.19 |
| 10                 | Michele Benedetti (en) | Tommaso Rinaldi         | Italie      | 381.63 |
| 11                 | Eirik Valheim          | Espen Valheim           | Norvège     | 379.74 |
| 12                 | Chola Chanturia        | Shota Korakhashvili     | Géorgie     | 365.13 |

| Rang               | Plongeuses          | Plongeuses            | Nationalité | Points |
| ------------------ | ------------------- | --------------------- | ----------- | ------ |
| Médaille d'or      | Wu Minxia           | He Zi                 | Chine       | 356.40 |
| Médaille d'argent  | Émilie Heymans      | Jennifer Abel         | Canada      | 313.50 |
| Médaille de bronze | Anabelle Smith      | Sharleen Stratton     | Australie   | 306.90 |
| 4                  | Anna Pysmenska      | Olena Fedorova        | Ukraine     | 302.40 |
| 5                  | Katja Dieckow       | Uschi Freitag         | Allemagne   | 299.40 |
| 6                  | Francesca Dallapé   | Tania Cagnotto        | Italie      | 297.60 |
| 7                  | Christina Loukas    | Kassidy Cook          | États-Unis  | 288.00 |
| 8                  | Svetlana Philippova | Anastasia Pozdniakova | Russie      | 282.72 |
| 9                  | Arantxa Chavez      | Laura Sánchez"        | Mexique     | 272.10 |
| 10                 | Leong Mun Yee       | Ng Yan Yee            | Malaisie    | 264.60 |
| 11                 | Fanny Bouvet        | Marion Farissier      | France      | 254.10 |
| 12                 | Ten Lo I            | Sut Choi              | Macao       | 249.60 |

#### Plongeon synchronisé à10m
| Rang               | Plongeurs              | Plongeurs           | Nationalité | Points |
| ------------------ | ---------------------- | ------------------- | ----------- | ------ |
| Médaille d'or      | Qiu Bo                 | Huo Liang           | Chine       | 480.03 |
| Médaille d'argent  | Patrick Hausding       | Sascha Klein        | Allemagne   | 443.01 |
| Médaille de bronze | Oleksandr Gorshkovozov | Oleksandr Bondar    | Ukraine     | 435.36 |
| 4                  | Ilia Zakharov          | Victor Minibaev     | Russie      | 427.98 |
| 5                  | David Boudia           | Nick McCrory        | États-Unis  | 420.69 |
| 6                  | Peter Waterfield       | Tom Daley           | Royaume-Uni | 407.46 |
| 7                  | Germán Sánchez         | Ivan Garcia         | Mexique     | 393.09 |
| 8                  | Eric Sehn              | Kevin Geyson        | Canada      | 386.70 |
| 9                  | Kazuki Murakami        | Yu Okamoto          | Japon       | 380.52 |
| 10                 | Vadim Kaptur           | Timofei Hordeichik  | Biélorussie | 378.78 |
| 11                 | Juan Rios              | Victor Ortega       | Colombie    | 374.43 |
| 12                 | Jeinkler Aguirre       | Jose Antonio Guerra | Cuba        | 371.82 |

| Rang               | Plongeuses           | Plongeuses            | Nationalité   | Points |
| ------------------ | -------------------- | --------------------- | ------------- | ------ |
| Médaille d'or      | Wang Hao             | Chen Ruolin           | Chine         | 362.58 |
| Médaille d'argent  | Alexandra Croak      | Melissa Wu            | Australie     | 325.92 |
| Médaille de bronze | Christin Steuer      | Nora Subschinski      | Allemagne     | 316.29 |
| 4                  | Tonia Couch          | Sarah Barrow          | Royaume-Uni   | 314.52 |
| 5                  | Viktoriya Potyekhina | Yulia Prokopchuk      | Ukraine       | 311.64 |
| 6                  | Leong Mun Yee        | Pandelela Rinong Pamg | Malaisie      | 305.34 |
| 7                  | Meaghan Benfeito     | Roseline Filion       | Canada        | 303.87 |
| 8                  | Paola Espinosa       | Tatiana Ortiz         | Mexique       | 298.80 |
| 9                  | Daria Govor          | Yulia Koltunova       | Russie        | 291.24 |
| 10                 | Kum Hui Choe         | Jin Ok Kim            | Corée du Nord | 278.64 |
| 11                 | Anna James           | Mary Beth Dunnichay   | États-Unis    | 278.22 |
| 12                 | Corina Popovici      | Mara Aiacoboae        | Roumanie      | 273.48 |